# بریجویل (نیوجرسی)
بریجویل (به انگلیسی: Bridgeville) یک منطقهٔ مسکونی در ایالات متحده آمریکا است که در وایت، نیوجرسی واقع شده‌است. بریجویل ۰٫۴۹۵ کیلومتر مربع مساحت و ۱۰۶ نفر جمعیت دارد و ۱۱۴ متر بالاتر از سطح دریا واقع شده‌است.